# IUPAC-jelölésrendszer
A kémiában, a fizikai kémiában és a termodinamikában az IUPAC által meghatározott jelöléseket használják elsődlegesen. A fizikai mennyiségek Magyarországon használt jelölése általában megegyezik az IUPAC ajánlásaival. Az angolszász nyelvterületen ettől gyakran eltérnek. Például nagybetűt (verzál) használnak kisbetű helyett, illetve elég gyakran (vagy a mennyiség nevéből, vagy a mértékegységéből alkotott) rövidítést.
A következő táblázatban néhány gyakran alkalmazott jelölés – főként az indexek és mellékjelek – látható, a fenti tudományterületekre vonatkozóan. A Green Book-ban szereplő, de más tudományterületekre vonatkozó azonosítókat a Wikipédia egyéb szócikkei tartalmazzák (pl. fizikai mennyiség, radioaktivitás, alakváltozás, elektromágneses hullám, színképelemzés stb.
A Green book harmadik kiadása is hozzáférhető az interneten és könyv formájában.

## Mennyiségek jele
| IUPAC Name                                     | neve                                     | jele                                      | SI-mértékegysége | egyéb engedélyezett mértékegysége |
| ---------------------------------------------- | ---------------------------------------- | ----------------------------------------- | ---------------- | --------------------------------- |
| number of entities                             | részecskék száma                         | N                                         | 1                | db                                |
| amount of substance                            | anyagmennyiség                           | n                                         | mol              | mmol, kmol                        |
| electron rest mass                             | elektron nyugalmi tömege                 | me                                        | kg               |                                   |
| mass of atom atomic mass                       | atomtömeg                                | ma                                        | kg               |                                   |
| atomic mass constant                           | atomi tömegegység                        | mu                                        | kg               | u                                 |
| mass of entity                                 | részecske tömege                         | mf formula                                | kg               |                                   |
| relative molecular mass                        | relatív atomtömeg relatív molekulatömeg  | Mr                                        | 1                | A                                 |
| molar mass                                     | moláris tömeg                            | M                                         | kg/mol           | g/mol                             |
| number density of enities number concentration | darabszám koncentráció                   | C                                         | m−3              | db/m³                             |
| Boltzmann constant                             | Boltzmann-állandó                        | kB                                        | J K−1            | J/db K db                         |
| molar volume                                   | moláris térfogat                         | Vm, B                                     | m³/mol           |                                   |
| mass fraction                                  | tömegtört                                | w j                                       | 1 tört           | kg/kg, g/kg                       |
| volume fraction                                | térfogattört                             | φj                                        | 1 tört           | m³/m³, L/m³                       |
| mole fraction amount fraction                  | móltört                                  | xB, vagy yB xy                            | 1 tört           | mol/mol                           |
| partial pressure                               | parciális nyomás                         | pB                                        | Pa               |                                   |
| mass density                                   | sűrűség                                  | ρ                                         | kg/m³            |                                   |
| mass concentration                             | tömegkoncentráció                        | γ, vagy ρ                                 | kg/m³            | ro                                |
| number concentration                           | darabszám koncentráció                   | CB                                        | m−3              | db/m³ db                          |
| amount concentration                           | anyagmennyiség-koncentráció koncentráció | cB                                        | mol/m³           | M                                 |
| solubility                                     | oldhatóság                               | s                                         | mol/m³           | oldhatóság                        |
| molality                                       | molalitás                                | m, vagy b                                 | mol/kg           | molalitás                         |
| partial molar quantity X                       | X parciális moláris mennyiség            | {\displaystyle {\bar {X}}_{B}}            | szükség szerint  | parciális                         |
| chemical potential                             | kémiai potenciál                         | μB                                        | J mol−1          |                                   |
| standard partial molar enthalpy                | szabványos parciális moláris entalpia    | {\displaystyle {H}_{B}^{\ominus }}        | J mol−1          |                                   |
| standard partial molar entropy                 | szabványos parciális moláris entrópia    | {\displaystyle {S}_{B}^{\ominus }}        | J mol−1K−1       |                                   |
| standard reaction Gibbs energy                 | reakció szabványos Gibbs függvénye       | {\displaystyle \Delta _{r}{G}^{\ominus }} | J mol−1          |                                   |
| standard reaction enthalpy                     | reakció szabványos entalpája             | {\displaystyle \Delta _{r}{H}^{\ominus }} | J mol−1          |                                   |
| standard reaction entropy                      | reakció szabványos entrópiája            | {\displaystyle \Delta _{r}{S}^{\ominus }} | J mol−1K−1       |                                   |

↑ e: az index lehet e (elektron), p (proton), n (neutron), d (deuteron), α (alfa-részecske), γ (foton), N (atommag)
↑ u: Atomi tömegegység mu=ma(12C)/12
↑ A: A relatív atomtömeg, Ar egyenértékű az Mr relatív molekulatömeggel (a szén-12 tömege 12-ed részének többszöröse). Az IUPAC itt jóváhagyólag tudomásul veszi az SI-mértékegységrendszernek és az Általános Súly- és Mértékügyi Konferencia döntéseinek ellentmondó atomsúly, illetve molekulasúly megnevezést és a mértékegységrendszer koherenciájának ellentmondó g/mol mértékegységet. A Green Book harmadik kiadása már a történelmileg kialakult hagyományokra hivatkozik, és csak idézőjelben, (rosszallóan) említi a molekulasúly kifejezést. Az ellentmondás következménye, – példaképpen, – hogy a víz moláris tömege 0,018 015 kg/mol, relatív molekulatömege viszont 18,015 tehát mérőszáma ezerszer nagyobb.
↑ j: Elegyeknél az i, vagy a j betűt használjuk. Ahol a tört nevezőjében a térfogat szerepel, ott az elegyítés előtti térfogatot használjuk. A B betű az egyértelműen meghatározott kémiai anyag esetén használatos; az IUPAC dokumentum például a molekulák darabszámával, illetve az oldatokkal kapcsoltban jelöli
↑ db: A megszámlálható mennyiségek mértékegységét az 1-es számjegy jelzi az SI-mértékegységrendszerben. Nem szabványos, de teljesen egyértelmű a darab szónak mértékegységként való használatával
↑ formula:  Az elemi egység tömege kifejezés bármire vonatkozhat. Az f betű itt a formula szóra utal; arra tehát, hogy bármely kémiai képlettel azonosítható egység tömege jelölhető ilyen módon
↑ xy:  A dokumentum az x betűt a kondenzált fázisra, míg az y betűt a légnemű fázisra rendeli használni
↑ tört: Az SI a törteknél az 1 számjegyet használja mértékegységként. Tekintettel arra, a hogy sokszor nem derül ki, milyen mértékegységek osztásából származik az 1-es, a NIST engedélyezi a kg/kg, mol/mol, m³/m³ formát is. Ebből eredően ez a jelölés az osztó- és szorzó mértékegységek jelölését is lehetővé teszi.
↑ ro: A sűrűség és a tömegkoncentráció közös rovatban szerepel a Green Book-ban, értelmezésük azonban eltérő. A tömegkoncentráció számításánál a j-edik komponens tömegét az egész elegy térfogatával osztjuk el: γj=mj/V
↑ M: A laboratóriumi gyakorlat kedvéért itt engedélyeztek egy rendszeren kívüli mértékegységet, az M-et, amelyet a mol/dm³ mértékegységből származtatnak (tehát nem a térfogat SI-mértékegységéből). Elnevezési példák: M moláris, mM millimoláris, μM mikromoláris stb. Ennek következményeként a c⦵ szabványos koncentráció értéke 1 mol/dm³.
↑ oldhatóság: A Green Book erre a következő meghatározást adja: „sB=cB(saturated soln)”. Tehát jelentősen különbözik az általánosan elfogadott definíciótól: az oldott anyag anyagmennyiségét nem az oldószer térfogatával kell elosztani, hanem az egész oldat térfogatával. A koncentráció meghatározásánál ugyanis ez olvasható: „V is the volume of the mixture” (vagyis az egész oldat térfogata).
↑ molalitás:  Meghatározása: mB=nB/mA. A tört nevezőjében tehát csak az oldószer tömege szerepel. Tekintettel arra, hogy a molalitást is és a tömeget is m betű jelöli, javasolják helyette a b betű használatát. A dokumentum felhívja a figyelmet arra is, hogy mértékegységként használják a hétköznapi rutinban az m betűt, holott a mértékegységnek mol/kg-nak kellene lennie („egy mólos oldat= 1 m”)
↑ parciális: Például {\displaystyle {\bar {V}}(\mathrm {Na} _{2}\mathrm {SO} _{4},\ aq)} a nátrium-szulfát parciális térfogata az oldatban, míg {\displaystyle {V}(\mathrm {Na} _{2}\mathrm {SO} _{4},\ aq)} az egész oldat térfogata.
Az IUPAC által engedélyezett rendszeren kívüli mértékegységekről tudni kell azt, hogy ezeket a BIPM nem hagyta jóvá. Jóvá hagyta például a t (tonna) mértékegységet az M-et[M] viszont nem. A g/mol, illetve mol/dm³ az SI-ben prefixumos mértékegységek. A prefixumos mértékegységek nem koherensek az SI-mértékegységrendszerben. Az IUPAC hatásköre a kémiai (biokémiai, orvosi) laboratóriumokra; a fizikai-kémiára, a termodinamikára terjed ki, de nem általános érvényű.

### Fajlagos mennyiségek
A fajlagos mennyiségek képzésénél extenzív mennyiségből intenzív mennyiséget képezünk.
Ezeket (specific quantities) elsősorban tömegre értelmezik. Az IUPAC-dokumentum ennél általánosabb fogalomkört engedélyez. Az elnevezések francia eredetre engednek következtetni
- massic (tömegre) – általános értelemben fajlagos mennyiségek, például fajlagos hőkapacitás, fajlagos térfogat
- volumic (térfogati) – például térfogati töltéssűrűség
- areic (felületi) – például felületi töltéssűrűség
- lineic (vonalmenti; távolságra, helyzetre, sugárirányra vonatkozó) – például elektromos térerősség. A sugárirány szerint képezhető mennyiségekhez nem rendeltek önálló elnevezést.
- molar (moláris) – a moláris mennyiségek nem feltétlenül fajlagos mennyiségek; ezt a Green Book elkülönítve tárgyalja

Vm = 0,02271098 m³/mol általános fizikai állandó a fizikai kémia területe számára, tehát nem specifikus mennyiség
Vm; −10 °C; jég = 0,000019652 m³/mol a jég moláris térfogata 105 Pa nyomáson, tehát specifikus (fajlagos) mennyiség
Vm; −10 °C; víz = 0,000018048 m³/mol a túlhűtött víz moláris térfogata 105 Pa nyomáson, tehát specifikus mennyiség
Vm; −10 °C; gőz = 8,4085 m³/mol a vízgőz moláris térfogata 200 Pa nyomáson, tehát specifikus mennyiség
Jelölhető a halmazállapot felső indexben is: {\displaystyle V_{m;-10}^{g}=8,4085{\frac {m^{3}}{mol}}}. Itt a g jelentése: légnemű állapot.

## Kiegészítő jelölések

### Indexek
Jelölési példa: {\displaystyle {}_{bal\;lent}^{bal\,fent}Q_{jobb\ lent}^{jobb\,fent}\,}
- bal fent: tömegszám
- bal lent: rendszám
- jobb fent: töltés, oxidációs szám, vagy gerjesztési állapot
- jobb lent: atomok száma a vegyületben

Alkalmazási példa: {\displaystyle {}_{17}^{37}Cl_{4}^{2-}\,} kétszeresen ionizált, 37-es tömegszámú klór, amelyből négy atom tartozik egy vegyülethez (a dokumentumban platina-klorid)

### Halmazállapotok
Állapot jele
| IUPAC jele | angol neve                            | magyar neve                          |
| ---------- | ------------------------------------- | ------------------------------------ |
| g          | gas or vapour                         | légnemű állapot                      |
| l          | liquid                                | cseppfolyós állapot                  |
| s          | solid                                 | szilárd halmazállapot                |
| cd         | condensed state                       | kondenzált (szilárd, vagy folyékony) |
| fl         | fluid phase                           | cseppfolyós, vagy légnemű            |
| cr         | crystalline                           | kristályos állapot                   |
| lc         | liquid crystal                        | folyékony kristály                   |
| vc         | vitreous substance                    | üvegesedett állapot glass            |
| a, ads     | adsorbed on a substrate               | adszorebált állapotban               |
| mon        | monomeric form                        | monomer állapot                      |
| pol        | polymeric form                        | polimerizált állapot                 |
| sln        | solution                              | oldott állapot                       |
| aq         | aqueuos solution                      | vizes oldat                          |
| aq, ∞      | aqueous solution at infinite dilution | végtelen hígítású vizes oldat        |
| am         | amorphous solid                       | amorf állapot                        |
| tp         | triple point                          | hármaspont                           |

Állapotváltozás jele
| IUPAC jele | angol neve                      | magyar neve                            |
| ---------- | ------------------------------- | -------------------------------------- |
| ads        | adsorption                      | adszorpció (felületi kötődés)          |
| app        | apparent                        | látszólagos apparent                   |
| at         | atomization                     | bomlás, vagy porlasztás atomization    |
| c          | combustion                      | égés                                   |
| dil        | dilution (of a solution)        | hígítás                                |
| dpl        | displacement                    | kiszorítás, cserebomlás, helyettesítés |
| E          | excess quantity                 | többlet, vagy hiány excess             |
| f          | formation                       | képződés (és bomlás)                   |
| fus        | fusion, melting                 | olvadás                                |
| id         | ideal quantity                  | ideális mennyiség                      |
| imm        | immersion                       | bemerülés                              |
| mix        | mixing of fluids                | folyadékok keverése                    |
| r          | reaction in general             | reakciók, általánosan                  |
| trs        | transition                      | állapot-átmenet                        |
| sol        | solution (of solute in solvent) | oldás (oldott anyagé oldatban)         |
| sub        | sublimation                     | szublimáció (szilárd–légnemű átmenet)  |
| vap        | vaporisation, evaporation       | párolgás (folyadék–légnemű átmenet)    |
| *          | pure substance                  | ideálisan tiszta anyag                 |

↑ apparent:  Ilyen tulajdonság az apparent viscosity: a látszólagos viszkozitás
↑ glass:  Ez a jelenség az üvegesedés, angolul: glass transition, egyfajta amorf szilárd halmazállapot
↑ atomization:  Az IUPAC dokumentum példaként hozza fel erre, amikor egy oxigén molekula atomos oxigénre bomlik. A kifejezés helyesírása a brit angol nyelvben: atomisation. Az angol ugyanezen névvel jelöli a porlasztást, például a porlasztva szárítás műveletét. Ez nem kémiai, hanem fizikai művelet.
↑ excess:  Ilyen például a térfogat többlet (excess volume): az oldat térfogata nem egyszerű összege az oldott anyag és az oldószer térfogatának